# Empis latrappensis
Empis latrappensis är en tvåvingeart som beskrevs av Ouellet 1942. Empis latrappensis ingår i släktet Empis och familjen dansflugor.
Artens utbredningsområde är Québec. Inga underarter finns listade i Catalogue of Life.